# Claire Beaugrand-Champagne
Pour les articles homonymes, voir Beaugrand-Champagne.
Claire Beaugrand-Champagne, née le 24 avril 1948 à Montréal, est une photographe québécoise. Elle est reconnue pour son travail engagé dans la société québécoise. Elle est considérée comme la première femme photographe de presse au Québec. Elle est membre du Groupe d'action photographique (GAP) avec Michel Campeau, Gabor Szilasi, Roger Charbonneau et Pierre Gaudard.
Sa sœur Paule Beaugrand-Champagne est journaliste et présidente du Conseil de presse du Québec.

## Biographie
Née le 24 avril 1948 à Montréal, Claire Beaugrand-Champagne suit le cours classique au Collège Marguerite-Bourgeoys, suivi d'un cours de photo au Marylebone Institute (en) à Londres et d'un DEC en photographie au Cégep du Vieux Montréal.
Sa carrière débute dans les années 1970 avec la documentation du projet Disraeli, une expérience humaine en photographie (1972). Ses photographies se retrouvent dans différents musées : au Musée national des beaux-arts du Québec, au Musée d'art contemporain de Montréal, au Musée McCord, au Musée des beaux-arts du Canada et à Bibliothèque et Archives Canada.

## Expositions
- Des gens de Montréal, Claire Beaugrand-Champagne, Espace-Québec Hanoi, Vietnam, 30 avril au 30 septembre 2022
- Claire Beaugrand-Champagne. Émouvante Vérité. Photographies de 1970 à 2013, Musée McCord, Montréal, décembre 2013 à avril 2014[10],[11].
- La photographie d'auteur au Québec - Une collection prend forme au musée, Musée des beaux-arts de Montréal, Montréal, juillet 2013 à décembre 2013.
- Femmes artistes. L'éclatement des frontières, 1965-2000. Musée national des beaux-arts du Québec, Québec, juin 2010 à octobre 2010.
- Déclics. Art et Société. Le Québec des années 60 et 70. Musée d'art contemporain de Montréal, Montréal et au Musée de la civilisation, Québec, mai 1999 à octobre 1999.
- Esthétiques actuelles de la photographie au Québec, Rencontres d'Arles, Arles, juillet 1982 et au Musée d'art contemporain de Montréal, Montréal, décembre 1982 à janvier 1983.

## Citation
« Ce qu'on photographie aujourd'hui, devient la mémoire de demain. »